# Хайнсберг (район)
Хайнсберг (нем. Heinsberg) — район в Германии. Центр района — город Хайнсберг. Район входит в землю Северный Рейн-Вестфалия. Подчинён административному округу Кёльн. Занимает площадь 628 км². Население — 255,0 тыс. чел. (2010). Плотность населения — 406 человек/км².
Официальный код района — 05 3 70.
Район подразделяется на 10 общин.

## Города и общины
1. Эркеленц (44 540)
2. Хайнсберг (40 992)
3. Хюккельхофен (39 105)
4. Вегберг (29 141)
5. Гайленкирхен (28 127)
6. Ибах-Паленберг (24 776)
7. Вассенберг (17 248)
8. Гангельт (11 658)
9. Зельфкант (10 217)
10. Вальдфойхт (9171)

(30 июня 2010)